# Supercoupe d'Islande de football 1977
La supercoupe d'Islande de football 1977 était la 9e édition de la Supercoupe islandaise.
Ce sont les clubs qualifiés pour la Coupe d'Europe qui participent à la Supercoupe, c'est-à-dire le champion, le vainqueur de la Coupe et le club le mieux classé (le 2e ou le 3e si le vainqueur de la Coupe se classe 2e).

Les 3 clubs s'affrontent en matchs aller et retour avant le début de la saison, l'équipe classée première à la fin des matchs remporte la compétition.

## Les clubs participants
- Valur Reykjavik - Champion d'Islande 1976 et vainqueur de la Coupe d'Islande 1976
- ÍA Akranes - Finaliste de la Coupe d'Islande
- Fram Reykjavik - Qualifié pour la Coupe UEFA après avoir fini 2e

## Compétition

### Classement
Le barème de points servant à établir le classement se décompose ainsi :
- Victoire : 2 points
- Match nul : 1 point
- Défaite : 0 point

| Rang | Équipe          | Pts | J | G | N | P | Bp | Bc | Diff |  | Résultats (▼ dom., ► ext.) | Valur | Fram | Akr |
| ---- | --------------- | --- | - | - | - | - | -- | -- | ---- |  | -------------------------- | ----- | ---- | --- |
| 1    | Valur Reykjavik | 7   | 4 | 3 | 1 | 0 | 7  | 2  | +5   |  | Valur Reykjavik            |       | 2-1  | 3-0 |
| 2    | Fram Reykjavik  | 3   | 4 | 1 | 1 | 2 | 5  | 5  | 0    |  | Fram Reykjavik             | 0-1   |      | 2-2 |
| 3    | ÍA Akranes      | 2   | 4 | 0 | 2 | 2 | 3  | 8  | -5   |  | ÍA Akranes                 | 1-1   | 0-2  |     |